# The Shapeshifters
The Shapeshifters is een Britse band, bestaande uit Simon Marlin en Max Reich.

## Biografie
Eind 2003 namen The Shapeshifters een plaat op getiteld Lola's theme, dat in Engeland een nummer 1-hit werd. Lola was de naam van Simons vrouw. Het oorspronkelijk instrumentale nummer werd van zang voorzien door de gospelzangeres Cookie. Het nummer werd in de zomer van 2004 een hit in Nederland en Vlaanderen. Het stond 13 weken in de Nederlandse Top 40 en kwam tot de 13de positie; in Vlaanderen haalde het liedje in de Ultratop 50 de 19de plaats en stond het 12 weken in de hitlijst.
Begin 2005 namen ze opnieuw een dancesmash-nummer op met Cookie, getiteld Back to basics.
In 2006 hebben ze twee danceproducties uitgebracht, genaamd Incredible en Sensitivity (met Chic). De laatste deed iets wat niet mag; na een superstip zakken; dit is de chartrun; 31-21-24.

## Discografie

### Albums
| Album met eventuele hitnotering(en) in de Nederlandse Album Top 100 | Datum van verschijnen | Datum van binnenkomst | Hoogste positie | Aantal weken | Opmerkingen |
| ------------------------------------------------------------------- | --------------------- | --------------------- | --------------- | ------------ | ----------- |
| Sound advice                                                        | 10-04-2006            | 22-04-2006            | 100             | 1            |             |

### Singles
| Single met eventuele hitnotering(en) in de Nederlandse Top 40 | Datum van verschijnen | Datum van binnenkomst | Hoogste positie | Aantal weken | Opmerkingen                                                      |
| ------------------------------------------------------------- | --------------------- | --------------------- | --------------- | ------------ | ---------------------------------------------------------------- |
| Lola's theme                                                  | 2004                  | 10-07-2004            | 13              | 13           | Nr. 18 in de Single Top 100 / Dancesmash op Radio 538            |
| Back to basics                                                | 2005                  | 02-04-2005            | 17              | 6            | Nr. 33 in de Single Top 100 / Dancesmash op Radio 538            |
| Incredible                                                    | 2006                  | 18-03-2006            | 19              | 7            | Nr. 30 in de Single Top 100 / Dancesmash op Radio 538            |
| Sensitivity                                                   | 2006                  | 26-08-2006            | 21              | 5            | met Chic / Nr. 46 in de Single Top 100 / Dancesmash op Radio 538 |
| Pusher                                                        | 2007                  | 14-07-2007            | tip11           | -            | Nr. 89 in de Single Top 100                                      |
| New day                                                       | 2007                  | -                     |                 |              | Nr. 96 in de Single Top 100                                      |
| She freaks                                                    | 2010                  | -                     |                 |              | Nr. 95 in de Single Top 100                                      |

| Single met hitnotering(en) in de Vlaamse Ultratop 50 | Datum van verschijnen | Datum van binnenkomst | Hoogste positie | Aantal weken | Opmerkingen      |
| ---------------------------------------------------- | --------------------- | --------------------- | --------------- | ------------ | ---------------- |
| Lola's theme                                         | 2004                  | 14-08-2004            | 19              | 12           |                  |
| Back to basics                                       | 2005                  | 26-03-2005            | 29              | 7            |                  |
| Incredible                                           | 2006                  | 25-03-2006            | 42              | 4            |                  |
| Sensitivity                                          | 2006                  | 05-08-2006            | tip9            | -            | met Chic         |
| Helter skelter                                       | 2010                  | 21-08-2010            | tip9            | -            |                  |
| Waiting for you                                      | 2011                  | 28-05-2011            | tip39           | -            | met Shermanology |